# Giuoco pianissimo
Giuoco pianissimo (Italiaans voor: "erg rustig spel") is bij het schaken in de opening een variant van het Italiaans. Deze variant valt onder de open spelen en heeft als ECO-code C50. De beginzetten van de opening zijn 1.e4, e5 2.Pf3, Pc6 3.Lc4, Lc5 4.d3. De opening kreeg wat meer aandacht, nadat John Nunn deze opening veel speelde in de jaren 1980. Magnus Carlsen en Fabiano Caruana spelen dit af en toe. 

## Doel
Het doel van wit is om er een positioneel spel van te maken, zonder scherpe varianten waarbij veel stukken geruild of geofferd worden, zoals in het Evansgambiet.

## Beste antwoord voor zwart
Het beste antwoord voor zwart is om het paard op g8 te ontwikkelen naar f6, zodat een rokade mogelijk is. Ook 4. …, d6 is een goede ontwikkelingszet, die de loper op c8 bevrijdt. 